# Efectul Seebeck
Efectul Seebeck, sau efectul termoelectric direct, constă în apariția unei tensiuni termoelectromotoare într-un circuit compus din doi sau mai mulți conductori sau semiconductori diferiți ale căror contacte sunt menținute la temperaturi diferite. A fost descoperit în 1823 de fizicianul german baltic Thomas Johann Seebeck.

## Tratare cantitativă
Aceasta face apel la ecuația de bilanț a energiei stabilind relația dintre câmpul electric imprimat și gradientul de temperatură.